# Streptophyta
Streptophyta, neformalno streptophytes (od grčke reči strepto sa značenjem „uvrnut”, tj., morfologija sperme pojedinih članova), je klada biljki. Kompozicija klade znatno varira među autorima. Definicija koja je ovde primenjena, obuhvata kopnene biljke i sve zelene alge izuzev Chlorophyta i možda u većoj meri bazalnih Mesostigmatophyceae, Chlorokybophyceae, i Spirotaenia.

## Klasifikacije
Kompozicija Streptophyta i sličnih grupa (Streptophytina, Charophyta) varira među klasifikacijama. Pojedini autori su u većoj meri restriktivni, te uključuju samo Charales i Embryophyta, dok drugi uključuju više grupa (neki autori koriste ovu širu definiciju, ali isključuju Embryophyta, npr., Charophyta Cavalier-Smith 1993; Leliaert et al. 2012).
Te ranije klasifikacije nisu uzimale u obzir da su se Coleochaetophyceae i Zygnemophyceae pojavile u Charophyceae + Embryophyta kladi, što je dovelo do upotrebe sinonima Phragmoplastophyta i Streptophytina/Streptophyta u striktnom smislu (a.k.a. Adl 2012).

### 2004.
- Odeljak Charophyta (Charophyta alge i kopnene biljke)
  - Klasa 
  - Klasa 
  - Klasa 
  - Klasa 
    - Red 
    - Red 

  - Klasa 
    - red 

  - Pododeljak Streptophytina
    - Klasa  (isto kao Smitov sistem, 1938)
      - Order 

    - Klasa  (kopnene biljke)

### 2012.
- -  (kopnene biljke)

### 2012
- 2005

### 2019.
- - 
    - Razdeo Streptophyta (Charophyta)
      - Familija 
      - Klasa 
        - Familija 
        - Red 
        - Familija 
        - Carstvo

Obratite pažnju na nekonzistentnost taksonomskog sistema naziva carstva u klasi klasifikacije.

## Literatura
- Bremer, K. (1985) Summary of green plant phylogeny and classification. Cladistics 1:369-385.
- Lewis L.A.; McCourt R.M. (oktobar 2004). „Green algae and the origin of land plants”. American Journal of Botany. 91 (10): 1535—1556. PMID 21652308. doi:10.3732/ajb.91.10.1535. Архивирано из оригинала 21. 02. 2011. г. Приступљено 04. 05. 2019.
- Adl, S.M.; Simpson, A.G.B.; Lane, C.E.; Lukeš, J.; Bass, D.; Bowser, S.S.; Brown, M.W.; Burki, F.; Dunthorn, M.; Hampl, V.; Heiss, A.; Hoppenrath, M.; Lara, E.; le Gall, L.; Lynn, D.H.; McManus, H.; Mitchell, E.A.D.; Mozley-Stanridge, S.E.; Parfrey, L.W.; Pawlowski, J.; Rueckert, S.; Shadwick, L.; Schoch, C.L.; Smirnov, A.; Spiegel, F.W. (septembar 2012), „The Revised Classification of Eukaryotes”, Journal of Eukaryotic Microbiology, 59 (5): 429—514, PMC 3483872 , PMID 23020233, doi:10.1111/j.1550-7408.2012.00644.x